# موظف مؤقت
عمال الوظائف المؤقتة (بالإنجليزية: Gig Workers) هم مقاولون مستقلون، وعمال منصات عبر الإنترنت،  عمال شركات متعاقدة، وعمال تحت الطلب  وعمال مؤقتون. يدخل عمال Gig في اتفاقيات رسمية مع الشركات عند الطلب لتقديم الخدمات لعملاء الشركة.

## خلفية
في عام 2000، تم تنفيذ رقمنة الاقتصاد والصناعة بسرعة بسبب تطور تقنيات المعلومات والاتصالات مثل الإنترنت وتعميم الهواتف الذكية. ونتيجة لذلك، صنعت المنصة حسب الطلب والقائمة على التكنولوجيا الرقمية وظائف وأشكال توظيف تختلف عن المعاملات القائمة خارج الإنترنت بناءً على إمكانية الوصول والراحة والقدرة التنافسية للأسعار، وأصبح «اقتصاد العمل المؤقت أو العمل الحر Gig Economy» محط تركيز. وبشكل عام، يوصف «العمل» بأنه عامل بدوام كامل مع ساعات عمل محددة، بما في ذلك المزايا. لكن تعريف العمل بدأ يتغير مع تغير الظروف الاقتصادية والتقدم التكنولوجي المستمر، وأنتج التغيير في الاقتصاد قوة عاملة جديدة تتميز بالعمل المستقل والتعاقدي أيضًا.

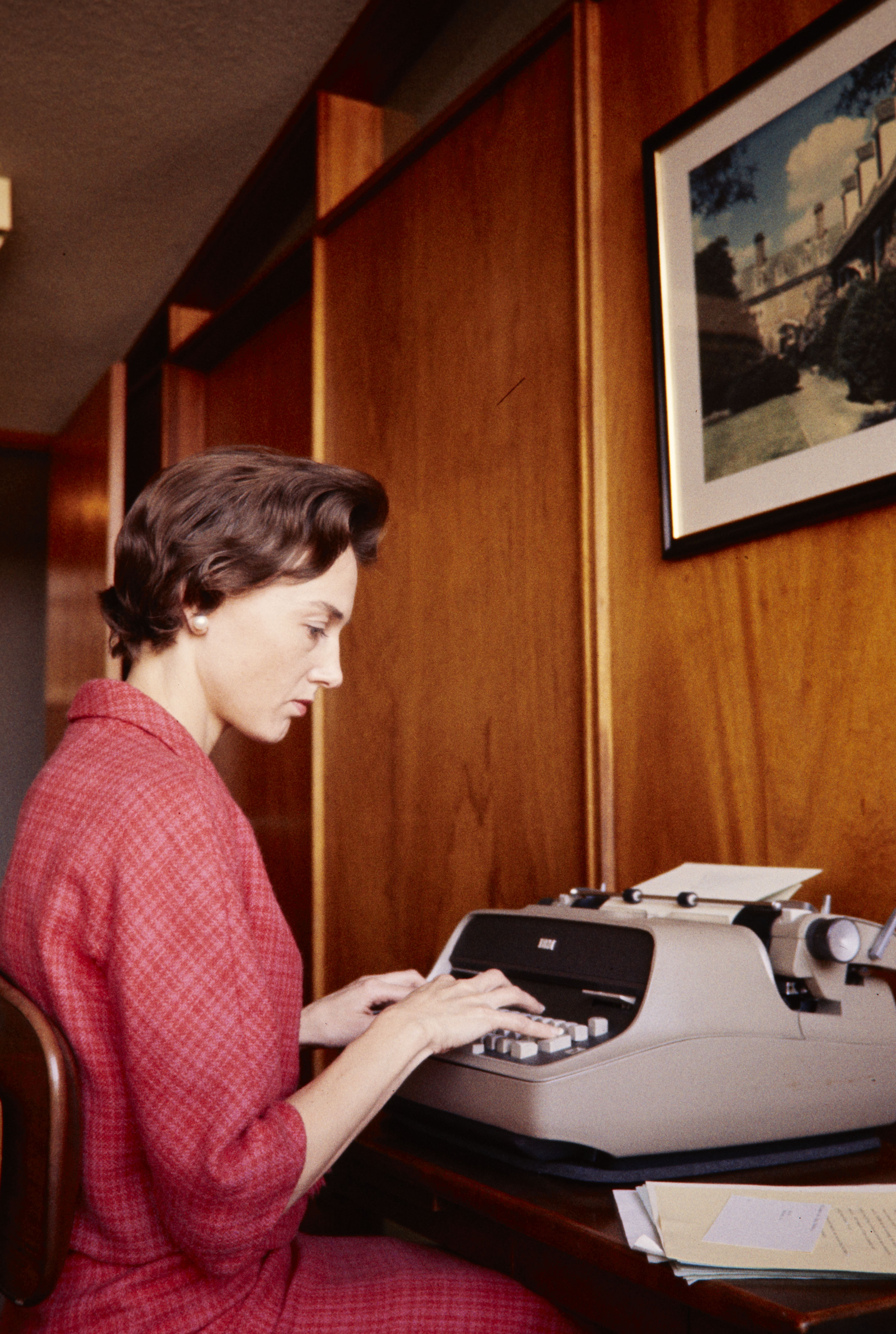
تشير التقديرات إلى أن حجم عامل الوظائف المؤقتة، والذي يغطي العمال المستقلين أو غير التقليديين، يتراوح بين 20٪ و 30٪ من السكان النشطين اقتصاديًا في الولايات المتحدة وأوروبا.

## الظروف الحالية
ينضم 36٪ من العمال الأمريكيين إلى اقتصاد الوظائف المؤقتة إما من خلال وظائفهم الأساسية أو الثانوية. ووفقًا للمسح، فإن عدد الأشخاص الذين يعملون في الاقتصادات الكبرى أقل من 10٪ من السكان القادرين على البقاء اقتصاديًا، ووفقًا للمسح في أوروبا، فقد شارك 9.7٪ من البالغين من 14 دولة من دول الاتحاد الأوروبي في اقتصاد الوظائف المؤقتة في عام 2017. وفي الوقت نفسه، تشير التقديرات إلى أن حجم عامل الوظائف المؤقتة، والذي يغطي العمال المستقلين أو غير التقليديين، يتراوح بين 20٪ و 30٪ من السكان النشطين اقتصاديًا في الولايات المتحدة وأوروبا. 

## الفرق عن العمالة الحرة المستقلة
يبيع المستقلون مهاراتهم لزيادة حريتهم إلى أقصى حد، بينما يستفيد العاملون المؤقتون والذين يعملون بدوام كامل من المنصات لرفع مستوى مهاراتهم.
فبينما تدخل العديد من العوامل لجعل الوظيفة مرغوبة، مع تركيز أفضل أصحاب الأعمال على جوانب العمل الأكثر جاذبية لقوى العمل التي تتسم بالتنافسية وتوافرها بسوق العمل 
فإن العمال التقليديون يتمتعون بعلاقة طويلة الأمد بين صاحب العمل والموظف حيث يتقاضى العامل أجرًا بالساعة أو السنة، ويتقاضى أجرًا أو راتبًا.
وعلى الجانب الآخر بعيدا عن العلاقة طويلة الأمد، يميل أصحاب العمل إلى جعل العمل مؤقتًا أو تعيين العمال المعتمدين على المشروع (وظيفة على المشروع فقط) لإكمال مهمة معينة أو لفترة زمنية معينة.
حيث أن تنسيق الوظائف من خلال شركة تعمل بأسلوب «عند الطلب» يقلل من تكاليف الدخول والتشغيل لمقدمي الخدمات ويسمح لها بجعل بمشاركة العمال أ انتقالية في أسواق العمل المؤقت (أي أن لديهم مرونة أكبر حول ساعات العمل). 

## نماذج التوظيف
لقد تعرض نموذج الأعمال الخاص بالشركات الواقعة في اقتصاد الوظائف المؤقتة لانتقادات بسبب استخدام التكنولوجيا للتهرب من حماية حقوق العمال مثل حقوق الحد الأدنى للأجور والإجازة مدفوعة الأجر والتنكر لعلاقات العمل كالتعاقد المستقل / العمل الحر من أجل ترحيل التكاليف إلى العمال.
على سبيل المثال، اتهمت دراسة أجراها مركز العمل المستقبلي في "معهد أستراليا" شركة أوبر "بالاستفادة بشكل خلاق من مزايا نظام الإرسال الخاص بها من أجل التهرب من لوائح العمل التقليدية (وغيرها من الضرائب واللوائح غير الملائمة).
بينما في الصناعات التقليدية، قد يتمتع العمال بفوائد النقابات العمالية، وتوفير الرعاية الصحية، والحد الأدنى للأجور، وإنهاء العقد وحقوق ساعات العمل،
أما في الاقتصاد التشاركي غالبًا ما يتم دفع أجور الموظفين باعتبارهم عمال مستقلين.
و لا يتلقى العمال المستقلون (العاملون لحسابهم الخاص) مزايا المعاشات التقاعدية أو حقوق ومزايا أخرى للموظفين وغالبًا لا يتم الدفع لهم بالساعة
في عام 2016 خلصت دراسة أجراها معهد ماكينزي العالمي إلى أنه في جميع أنحاء أمريكا وإنجلترا، كان هناك ما مجموعه 162 مليون شخص يشاركون في نوع من العمل المستقل. علاوة على ذلك، ترتبط مدفوعاتهم بالوظائف المؤقتة التي يؤدونها، والتي قد تكون عمليات تسليم أو إيجارات أو خدمات أخرى.
في بعض الجهات القضائية، صنفت الأحكام القانونية العاملين لحسابهم الخاص الذين يعملون بدوام كامل لدى صاحب عمل رئيسي واحد في اقتصاد الوظائف المؤقتة كعمال ومنحتهم حقوق العمال العادية والحماية.
ومن الأمثلة على ذلك الحكم الصادر في أكتوبر 2016 ضد شركة أوبر Uber في قضية Uber BV ضد Aslam ، والذي أيد مطالبة اثنين من سائقي Uber بتصنيفهما كعاملين وتلقي حقوق ومزايا العمال ذات الصلة.
من المهم التمييز بين التوظيف في الاقتصاد التشاركي والتوظيف من خلال عقود الساعة الصفرية، وهو مصطلح يستخدم بشكل أساسي في المملكة المتحدة.
يستلزم التوظيف في اقتصاد الوظائف المؤقتة الحصول على مقابل مادي لمؤشر أداء رئيسي واحد، والذي يتم تعريفه، على سبيل المثال، على أنه طرود تم تسليمها أو إجراء إركاب لزبون في سيارات الأجرة.
ميزة أخرى هي أنه يمكن للموظفين اختيار رفض تلقي أمر.
وبالرغم من أنه لا يتعين على صاحب العمل ضمان التوظيف للعامل أو أن يرفض الموظف تلقي أمر بموجب العقد لمدة صفر ساعة، فأنه يتم دفع أجور العمال بموجب هذا العقد بالساعة وليس بشكل مباشر من خلال المؤشرات المتعلقة بالأعمال التجارية كما في حالة اقتصاد الوظائف المؤقتة.

## المميزات والعيوب
يتمتع عمال Gig بمستويات عالية من المرونة والاستقلالية وتنوع المهام والتعقيد.
لكن اقتصاد العمل الحر أثار أيضًا بعض المخاوف.
- أولاً، تمنح هذه الوظائف عمومًا القليل من المزايا التي يوفرها صاحب العمل وحماية مكان العمل. [7]

- ثانيًا، أدت التطورات التكنولوجية التي تحدث في مكان العمل إلى طمس التعريفات القانونية لمصطلحي «الموظف» و «صاحب العمل» بطرق لم تكن متخيلة عندما كانت لوائح التوظيف في الولايات المتحدة مثل قانون فاغنر لعام 1935 وقانون معايير العمل العادلة المكتوب بعام 1938.
- ثالثا، يمكن أن تؤدي آليات التحكم هذه إلى انخفاض الأجور، والعزلة الاجتماعية، والعمل لساعات غير اجتماعية وغير منتظمة، والإرهاق، والحرمان من النوم والإرهاق.[17]

## الآثار المترتبة على الضرائب
بالنسبة للمقاولين المستقلين، لا يتم خصم ضرائب الرواتب وضرائب الاستقطاع، ولا يتم تغطية أي من الطرفين بنفس القواعد واللوائح التي تنطبق على الموظفين التقليديين.
ومع ذلك، لا يزال يتعين على المتعاقدين المستقلين دفع ضرائب العمل الحر والضرائب الفصلية المقدرة. 

## مستقبل
هناك نقص كبير في البيانات،  ولكن على مدار العشرين عامًا الماضية، تزايد عدد الأشخاص الذين يعملون في العمل المؤقت.
التقدم المستمر في التكنولوجيا لديه القدرة على زيادة نشاط العمل المؤقت. فقد أتاحت التكنولوجيا عبر الإنترنت أشكالًا جديدة من العمل مع إمكانية تغيير اقتصاد Gig بشكل أكبر.
والأهم من ذلك، أن مظهر العمل المؤقت ليس اتجاهاً منعزلاً، ولكنه مرتبط بتغيرات واسعة في الاقتصاد.
فقد أدى التقدم في العولمة والتكنولوجيا إلى الضغط على الشركات للاستجابة بسرعة لتغيرات السوق.
إن تأمين العمالة من خلال اتفاقيات غير تقليدية مثل العمل المؤقت سيمكن الشركات من تعديل حجم قوتها العاملة بسرعة. وهذا يمكن أن يساعد الشركات على زيادة أرباحها. ومن وجهة النظر هذه، فإن العمل غير التقليدي هو عنصر أساسي في اقتصاد اليوم، ومن غير المرجح أن يختفي في أي وقت قريب.
يمكن العثور على عمال مؤقتين Gig في جميع مستويات المؤسسة، بما في ذلك كبار المديرين التنفيذيين مثل الرؤساء التنفيذيين والمدراء الماليين و CROs و VPs – يشار إليهم عادةً باسم المديرين التنفيذيين المؤقتين أو الجزئيين.

## حسب البلد

### كوريا الجنوبية
ينتشر العمل المؤقت في الوظائف الجانبية وأعمال التوصيل.
استأجرت شركة Kakao سائقين لبناء نظام للقيادة بالوكالة، ويلبي موظفو التوصيل الطلب المتزايد للتوصيل من خلال تسليم قريب من الموقع يسمى "Vamin Connect".
هناك منصة عمل مؤقت للمحترفين المستقلين، وليست فقط للعمل.
تقدم تلك المنصة، التي تربط أولئك الذين يريدون مهنيين مهرة وذوي مهارات، 10 أنواع من الخدمات، بما في ذلك التصميم والتسويق وبرمجة الكمبيوتر والترجمة وكتابة المستندات والدروس. ومع ذلك، فإن العامل المؤقت "gig worker" ليس موضع ترحيب كبير في كوريا بعد. وذلك لأن العديد من «العاملين في الوظائف المؤقتة» لديهم تضارب مع الخدمات الحالية ويظهرون النقص في الإعداد الاجتماعي والقانوني.

### الولايات المتحدة الأمريكية
في عام 2015، حصل ما يقرب من واحد من كل عشرة أمريكيين (8٪) على أموال باستخدام منصات رقمية لتولي وظيفة أو مهمة. وفي الوقت نفسه، حصل ما يقرب من واحد من كل خمسة أمريكيين (18٪) على أموال عن طريق بيع شيء ما عبر الإنترنت، في حين قام 1٪ بتأجير ممتلكاتهم على موقع لمشاركة المنازل. بإضافة كل من أجرى نشاطًا واحدًا على الأقل من هذه الأنشطة الثلاثة، فقد كسب حوالي 24٪ من البالغين الأمريكيين أموالًا في «اقتصاد المنصة» في عام 2015.

#### قضايا ضريبية
على عكس المتعاقدين، يتلقى الموظفون المؤقتون استمارات W-2 من أصحاب العمل الذين يلتزمون بمنحهم مزايا معينة، من أجل خصم ضرائب الرواتب، وللتمكن من التأكد من تطبيق الحد الأدنى للأجور وقوانين مكافحة التمييز.
في كثير من الحالات، يكون عمل الوكالة المؤقتة والعمل المتعاقد عليه من الباطن هو عمل على نموذج W-2، ولكن يتم إصدارنموذج W-2 من قبل الشركة المتعاقدة بدلاً من الشركة التي يعمل فيها العامل. 